# Северна Далмация
Северна Далмация се простира от остров Раб на север до град Примощен на юг.
В северната си част обхваща Хърватското приморие, над което се издига Велебит, след което тази част от Далмация продължава в скалистото плато Буковица и Равни котари.
Център на Северна Далмация е Задар. Историческа столица на римска Далмация е Сплит, до който се намира античната Салона.

## Външни връзки
- Слободан Јарчевић: СРЕДЊЕВЕКОВНИ ДОКУМЕНТИ О СРБИМА У КРАЈИНАМА